# Dance FM
Dance FM este un post de radio cu tematică DANCE din România, coordonat de Marius Onuc aparținând DIGI.
Pe 21 februarie 2011 s-a lansat oficial în cadrul unui eveniment marca The Mission. Săptămânal, cei mai cunoscuți DJ mixează la pupitrul Dance FM, în fiecare zi -  Jose Maria Ramon, Armin Van Buuren, Tiesto, Eelke Kleijn, Roger Sanchez, Stefano Noferini, Claptone, Nora En Pure, Andor Gabriel, ONUC și mulți alții.
În cadrul unui eveniment marca Dance FM, pe 18 iunie 2011, unul dintre cei mai cunoscuți DJ-ii ai lumii, Tiesto a mixat pentru peste 3000 de oameni, la Arenele Romane în București.
Din luna decembrie 2014, Dance FM trece în portofoliul media al RCS & RDS împreună cu InfoPro, Music FM (fostul Pro FM Campus, acum Digi 24 FM) și PRO FM, în urma tranzacției cu grupul CME.
Dance FM se poate asculta și de pe aplicația "Dance FM Romania" care este disponibilă pe Android și pe iOS.
Dance FM se poate asculta și online pe www.dancefm.ro

## Frecvențe
1. 89.5 FM (regional) - releu Berceni (Piața Sudului) pentru București și județul Ilfov, parțial județele Prahova, Dâmbovița, Giurgiu și Teleorman;
2. 100.0 FM (local) - Târgu Mureș, județul Mureș;
3. 103.0 FM (local) - Cluj-Napoca, județul Cluj.